# Дионисий Ареопагит

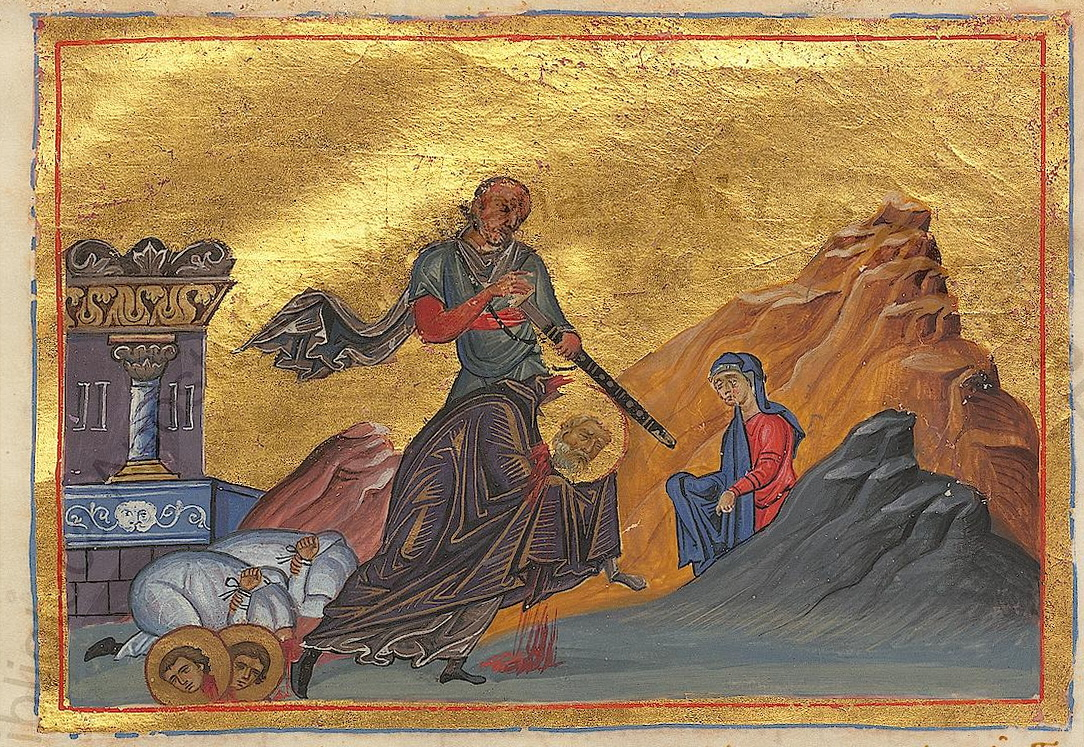
Мученичество святых Дионисия Ареопагита, пресвитера Рустика и диакона Елевферия. Миниатюра из Минология Василия II

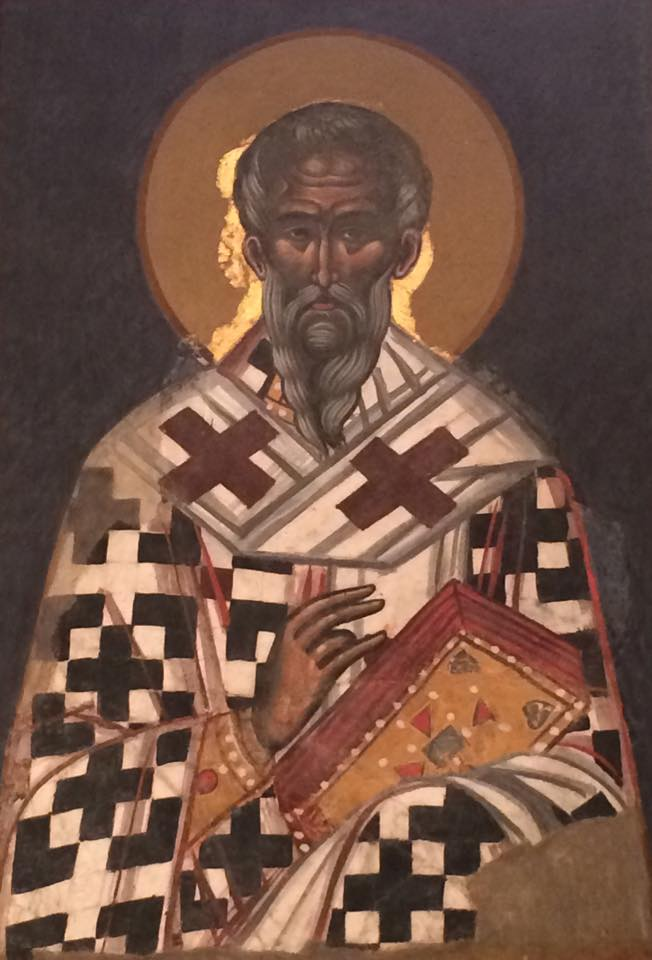
Дионисий Ареопагит (фрагмент стенной росписи Афонского монастыря Пантократор), Феофан Критский, XVI век

Диони́сий Ареопаги́т (греч. Διονύσιος ο Αρεοπαγίτης) — афинский мыслитель, христианский святой. Согласно церковному преданию, Дионисий Ареопагит был учеником ап. Павла (Деян. 17:34) и первым епископом Афин. Согласно житию, он был послан апостолом Кли́ментом во главе миссии проповедников в Галлию, где и погиб от гонений Домициана около 96 года.
Под его именем написаны сочинения, ставшие публично известными в V веке. В XVI веке эти сочинения подверглись наибольшей критике, после чего начало утверждаться мнение, что они, возможно, испытали сильное влияние неоплатонизма и имеют псевдоэпиграфи́ческое происхождение. Сочинения оказали огромное влияние на дальнейшую христианскую философию. Единого мнения об авторстве этих сочинений и точной дате их создания нет. В науке эти тексты известны как Ареопагитики.

## Житие
Дионисий жил в Афинах. Там же он получил классическое эллинское образование.
Следуя примеру Пифагора и Платона, он отправился в Египет, в город Гелиополь, изучать астрономию. Там вместе со своим другом философом Аполлофаном он стал свидетелем солнечного затмения во время распятия Иисуса Христа (Мф. 27:45). Дионисий воскликнул: 

«Это или Бог, Создатель всего мира, страждет, или этот мир видимый кончается»
По возвращении в Афины за свою мудрость Дионисий был избран членом Ареопага.
Когда в Афинах апостола Павла пригласили в Ареопаг для разъяснения нового учения, Дионисий присутствовал на проповеди и уверовал во Христа (Деян. 17:34).
После принятия крещения Дионисий три года провёл возле апостола Павла, после чего был рукоположён в епископа Афинского.
В 57 году Дионисий присутствовал при погребении Девы Марии в Иерусалиме.
В конце 60-х годов I века Ареопагит посещает Рим для свидания с апостолами Петром и Павлом, схваченными императором Нероном. После казни апостолов Дионисий вместе с пресвитером Ру́стиком и диаконом Елевфе́рием отправляется с проповедями в Рим, Германию, Испанию и Францию, продолжать дело апостола Павла. В Лютеции Галлийской, во времена преследования христиан, проповедники были схвачены и брошены в темницу. Правитель Сисиний всех троих осудил за веру, убеждал и мучил, чтобы отреклись они от Христа. Правитель приказал наказать святых мечом. Обезглавленное тело священномученика Дионисия встало, взяло в руки свою голову и пошло к тому месту, где была христианская церковь (около шести километров до поселения, которое впоследствии стало носить имя Сен-Дени).
Согласно

«Отдавши затем свою главу одной благочестивой женщине, по имени Катулле, оно пало на землю…Христиане, взяв тело Дионисия, похоронили его на том самом месте, где была отдана Катулле голова».

### Отождествление с Дионисием Парижским
Вопрос об отождествлении двух Дионисиев — Парижского, жившего в III веке, и Афинского, фигурирующего в книге Деяний апостолов, — был предметом дискуссии церквей об апостольском происхождении.

## Празднование памяти
- Православная Церковь дважды в год почитает память священномученика в день Собора апостолов от семидесяти 3 (16) октября — шестеричная служба и в соборе 70 апостолов 4 (17) января.
- Католическая Церковь празднует день памяти святого Дионисия 9 октября. Католическая базилика Сен-Дени, расположенная в 4х километрах от Монмартра, что означает «Mont des Martyrs», («гора мучеников»), хранит мощи священномученика Дионисия и его спутников — святых мучеников Рустика и Елевферия. Согласно преданию, вдоль нынешней улицы Жирардон с холма Монмартр стекал ручей, в водах которого святой омыл свою отрубленную голову, прежде чем понести её к месту своего упокоения.

## Память
- На Афоне в Ивероне имеется часовня Дионисия Ареопагита.

- Имя Дионисия Ареопагита носит улица в афинском районе Макрияни.

- В 1935 году Международный астрономический союз присвоил имя Дионисия Ареопагита кратеру на видимой стороне Луны.

## Сочинения Дионисия Ареопагита в древнерусской книжности
Сочинения Дионисия Ареопагита проникли на Русь через южнославянские переводы в конце XIV века. Среди них был экземпляр, принадлежавший митрополиту Киприану. Какой-то список творений Дионисия, вероятнее всего, бытовал в Новгороде. Наибольшая частота переписывания его сочинений приходится на XVI—XVII века. Выдержки из Ареопагитик обильно использовались древнерусскими авторами.
На Дионисия Ареопагита в качестве непререкаемого авторитета ссылается протопоп Аввакум в своём автобиографичном «Житии»: «Сей Диони́сий науче́н ве́ре Христо́ве от Па́вла апо́стола, живы́й во Афи́нех, пре́жде, да́же не прийти́ в ве́ру Христо́ву, хи́трость имы́й исчита́ти бе́ги небе́сныя; егда́ ж ве́рова Христо́ви, вся сия́ вмени́х бы́ти я́ко уме́ты».

## Современные русскоязычные переводы
1. О божественных именах. О мистическом богословии / Подготовка Г. М. Прохорова, ред. перевода: А. И. Зайцев. — СПб.: Глаголъ, 1994. — 378 с. — (Основания христианской культуры). — 5000 экз. — ISBN 5-85381-023-5.
2. О небесной иерархии / Перевод с древнегреческого М. Г. Ермаковой под редакцией А. И. Зайцева. — СПб.: Глагол — Издательство РХГИ - Университетская книга, 1997. — 179 с.
3. Мистическое богословие [сб. на основании соч. Дионисия Ареопагита]. — Киев : Христиан. благотвор.-просвет. ассоц. «Путь к истине», 1991. — 390, [2] с.
4. Древнерусские Ареопагитики / А. И. Макаров, В. В. Мильков, А. А. Смирнова. — М.: Кругъ, 2002. — 589 с. — (Памятники древнерусской мысли). — 1500 экз. — ISBN 5-7396-0374-9.